# Робсон Бамбу
Робсон Алвес де Баррос (порт. Robson Alves de Barros, нар. 12 листопада 1997, Сан-Вісенте, Бразилія) — бразильський футболіст, центральний захисник португальського клубу «Брага».

## Ігрова кар'єра

### Клубна
У 2007 році Робсон Бамбу приєднався до клубної академії «Сантоса». 4 серпня 2016 року футболіст продовжив контракт з клубом до листопада 2018 року.
В січні 2018 року Бамбо був перевдений до першої клубної команди. 28 січня він дебютував на професійному рівні. В чемпіонаті країни захисник провів свій перший матч 25 серпня 2018 року, коли вийшов на заміну у матчі проти «Баїї». Також через три дні відбувся дебют футболіста у турнірі Кубок Лібертадорес.
Сезон 2019 року Бамбу почав у клубі «Атлетіку Паранаенсі». Разом з клубом футболіст став переможцем національного Кубку.
В червні 2020 року Бамбу приєднався до французького клубу «Ніцца». 23 серпня захисник провів першу гру в новій команді в чемпіонаті Франції. Та два наступні сезони 2022 та 2023 років футболіст провів, граючи в оренді — в бразильських клубах «Корінтіанс» та «Васко да Гама». В січні 2024 року Бамбу бів відправлений в оренду до кінця сезону в португальську «Ароку».
А влітку 2024 року він підписав повноцінний контракт з іншим клубом португальської Прімейри «Брага».

### Збірна
У 2017 році Робсон Бамбу брав участь у молодіжному чемпіонаті Південної Америки, де провів дві гри.

## Титули
Атлетіку Паранаенсе
 Чемпіон Ліги Паранаенсе: 2019
 Переможець Кубка банку Суруга: 2019
 Переможець Кубка Бразилії: 2019